# 小倉宏文
小倉宏文，日本男性動畫演出家、動畫導演。出身於岡山縣。

## 來歷
日昇動畫出身，現在是自由身。2010年《黑執事II》首次擔任導演。自執導《足球騎士》以來，活躍於SHIN-EI動畫的作品。

## 作品列表

### 電視動畫
1996年
- VR快打（製作進行）
- 奧運高手（製作進行）

2000年
- 星界的斷章 -誕生-（演出助手）
- 沉默的未知（演出助手、製作進行）

2001年
- Z.O.E Dolores, i（日语：Z.O.E Dolores, i）（演出、演出助手）

2002年
- 犬夜叉（演出）
- 激鬥戰車（分鏡、演出）
- Witch Hunter ROBIN（演出）

2003年
- 銀河戰警（演出）
- 機甲露寶（分鏡、演出）
- 闇與帽子與書的旅人（分鏡）

2004年
- DAN DOH!!（日语：DAN DOH!!）（分鏡、演出）
- SAMURAI 7（演出）
- 今日大魔王！（演出）

2005年
- 烘焙王（演出）
- 認真地不認真的怪傑佐羅利（分鏡、演出）

2006年
- 銀魂（分鏡、演出）
- 結界師（分鏡、演出）
- 魯邦三世：七日狂想曲（日语：ルパン三世 セブンデイズ・ラプソディ）（分鏡、演出[4]）

2007年
- 少年陰陽師（演出）
- 桃華月憚（分鏡、演出）

2008年
- 魯邦三世：sweet lost night ～魔法神燈是噩夢的預感～（日语：ルパン三世 sweet lost night 〜魔法のランプは悪夢の予感〜）（演出[5]）
- 雨夜之月（日语：あまつき）（分鏡、演出）
- 破天荒遊戲（演出）
- 黑執事（分鏡、演出）
- 深淵傳奇（分鏡、演出）

2009年
- 小雙俠 (2008年版)（OP演出）
- 戰鬥司書 The Book of Bantorra（分鏡、演出）
- 蠟筆小新（分鏡、演出）

2010年
- 黑執事II（導演、分鏡、ED分鏡&演出）

2011年
- 銀魂'（分鏡、演出）

2012年
- 足球騎士（導演、劇本統籌、分鏡、OP分鏡&演出）

2013年
- 幕末義人傳 浪漫（導演[6]、分鏡、演出、OP&ED分鏡&演出）
- 超次元戰記 戰機少女 THE ANIMATION（演出）

2014年
- Z/X IGNITION（分鏡、演出）
- 決鬥大師 VS（分鏡、演出）
- JoJo的奇妙冒險 星塵鬥士（分鏡、演出）

2015年
- 哆啦A夢 (2005年版)（分鏡、演出）
- 銀魂゜（分鏡、演出）
- 新我們這一家（導演、分鏡、演出、OP分鏡&演出）

2016年
- 決鬥大師 VSRF（分鏡、OP分鏡）

2017年
- 新黑色推銷員（導演、編劇、分鏡）

2018年
- 擅長捉弄人的高木同學（分鏡、演出）
- 足球小將 (2018年版)（系列導演）

2019年
- NULL & PETA（導演、分鏡、演出）

2020年
- 歌舞伎町夏洛克（分鏡）
- 哆啦A夢 (2005年版)（導演（第3代））

2021年
- 工作細胞!!（導演[7]、分鏡、演出）

2022年
- 朋友遊戲（導演、分鏡）

2025年
- 雖然是公會的櫃檯小姐，但因為不想加班所以打算獨自討伐迷宮頭目（分鏡）
- 魔神創造傳（分鏡）

### 電影動畫
2001年
- 犬夜叉：跨越時代的思念（演出）

2002年
- 犬夜叉：鏡中的夢幻城（演出）

2003年
- 犬夜叉：天下霸道之劍（演出）

2004年
- 犬夜叉：紅蓮的蓬萊島（助理導演、分鏡、演出）

2005年
- 劇場版 甲蟲王者：邁向偉大的三冠王之路（演出[注 1]）

2006年
- 怪傑佐羅利：神秘寶藏大作戰（演出）

2009年
- 劇場版 小雙俠：新雙俠機械大集合！玩具國大決戰，骰子！（演出）

### 網路動畫
2015年
- 動畫心療內科（導演、劇本統籌、編劇、分鏡、演出）

## 腳註